# Yoann Le Boulanger
Pour les articles homonymes, voir Le Boulanger.
Yoann Le Boulanger, né le 4 novembre 1975 à Guingamp, est un coureur cycliste français, professionnel de 2000 à 2009.

## Biographie
Vainqueur d'une étape du Tour de l'Avenir en 1999, Yoann Le Boulanger commence sa carrière professionnelle en 2000 dans l'équipe Cofidis.
En 2002, il revient dans les rangs amateurs, dans la formation Panorimmo.com. Il y remporte cinq succès et est recruté pour 2003 par MBK-Oktos. Il gagne cette année-là une étape du Tour de la Somme et termine deuxième du Tour du Finistère. 
En 2004, il rejoint RAGT Semences pour deux saisons. Il intègre ensuite l'équipe ProTour Bouygues Telecom, pour laquelle il s'impose au Tour du Doubs. Il participe à ses deux premiers Tours d'Italie. Sur le Giro 2007, il s'illustre lors de l'étape de montagne menant à Briançon en s'échappant en compagnie de Christophe Riblon. Repris par les leaders après avoir passé 125 kilomètres en tête de la course, il prend la septième place de l'étape. À Milan, il termine 30e du classement général et meilleur coureur de l'équipe Bouygues Telecom.
En 2008, Yoann Le Boulanger rejoint l'équipe La Française des jeux. Il participe à nouveau au Tour d'Italie et finit 27e, premier Français et de La Française des jeux.
En 2009, il décide, après une saison blanche de mettre fin à sa carrière. 

## Palmarès

### Palmarès amateur
- 1994
  - 2e de l'Étoile de Tressignaux
- 1995
  - 2e du Circuit du Mené
- 1997
  - 2e de la Ronde du Cognac
  - 2e du Ruban granitier breton
  - 3e de Tarbes-Sauveterre
- 1999
  - 4e et 5e étapes de l'Essor breton
  - 4e étape du Tour de l'Avenir
  - 1re étape des Trois Jours de Cherbourg
  - Chrono de Rochecorbon
  - 2e de Manche-Océan
  - 2e de la Route d'Or du Poitou
  - 3e de Redon-Redon
- 2002
  - 2e et 3e (contre-la-montre) étapes du Tour de la Porte Océane
  - Trois Jours de Cherbourg :
    - Classement général
    - 3e étape (contre-la-montre)

  - 3e du Ruban granitier breton

### Palmarès professionnel
- 2003
  - 1re étape du Tour de la Somme
  - 2e du Tour du Finistère
- 2005
  - 2e du Trophée des grimpeurs
- 2006
  - Tour du Doubs

## Résultats sur les grands tours

### Tour de France
1 participation
- 2008 : 74e

### Tour d'Italie
3 participations
- 2006 : 119e
- 2007 : 30e, vainqueur du prix Cima Coppi
- 2008 : 27e

## Classements mondiaux
| Année           | 2005 |
| --------------- | ---- |
| UCI Europe Tour | 270e |